# Glacier de Valsorey
Glacier de Valsorey – lodowiec o długości 3,5 km (2005 r.) i powierzchni 2,37 km² (1973 r.).
Lodowiec położony jest w Alpach Pennińskich w kantonie Valais w Szwajcarii.